# Hamatastus simillimus
Hamatastus simillimus är en skalbaggsart som beskrevs av Monné 1990. Hamatastus simillimus ingår i släktet Hamatastus och familjen långhorningar. Inga underarter finns listade i Catalogue of Life.